# こゆりちゃん
こゆりちゃんとは、福島県耶麻郡西会津町のイメージキャラクター。町の花であるオトメユリをモチーフにデザインされた。

## プロフィール
飯豊山からの使者でその正体はオトメユリの妖精。こゆり暦2105年3月18日（偶然にも飯豊山の標高 (2,105m) と同じ年生まれ）の女の子。年齢は不詳だが、人間でいうと5歳児並みの知能レベル。
あたまの触覚で楽しいことを探し葉っぱの羽で飛び回る。西会津町で生活するうち、美しい町とそこに住む人々が大好きになり、すっかり居着いてしまう。足にはお気に入りの西会津の民芸品である桐下駄を履いている。山で育ったため、平地での生活はなんでも刺激的で、とにかくなんでもチャレンジしてみたい好奇心のかたまりである。子供が大好き。好きな食べ物は多く、西会津のものは何でも好き。特に西会津産の米・ソバ・野菜・きのこ・山菜。最近では味噌ラーメン、ベジメルバーガー、ミネラル野菜スイーツもお気に入り。特技は桐下駄マラソン・桐下駄投げ・桐下駄飛ばし！」（…と言いたい）ひそかに「ゆるキャラ全国No.1」を目指している。

## 関連グッズ
- こゆりちゃんのはなざかりクッキー、マグカップ、タンブラー、Tシャツ、缶バッジ、マグネット、キーホルダー等。